# Sturisomatichthys festivum
Sturisomatichthys festivum (лат.) — вид лучепёрых рыб из семейства кольчужных сомов, обитающий в Южной Америке.

## Описание

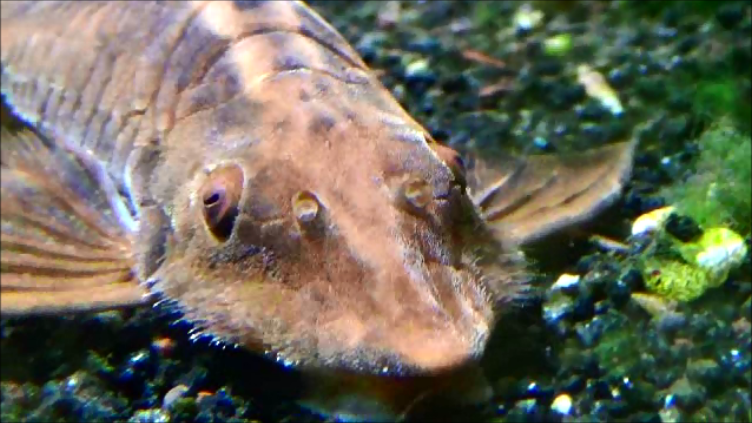

Общая длина достигает 16,9 см. Голова вытянутая, уплощённая сверху. Рыло удлинённое, рот небольшой. Глаза среднего размера. Туловище короткое и стройное, хвостовой стебель длинный. Спинной плавник очень высокий, с короткой основой. Жировой плавник отсутствует. Грудные плавники длинные. Брюшные плавники небольшие, широкие. Анальный плавник вытянутый с короткой основой. Хвостовой плавник разделён. Нити лопастей хвостового плавника довольно длинные — 7,5 см длиной.
Окрас тёмно-коричневый с чёрными поперечными полосами от головы до конца хвостового плавника. Оттенки меняются от настроения.

## Образ жизни
Это донная рыба. Предпочитает водоёмы с чистой водой, насыщенной кислородом. Встречается в быстротекущих небольших реках с каменистым дном. Днем лежит на удлинённых корнях, активна в сумерках. Питается преимущественно водорослевыми обрастаниями, которые соскребает с листьев растений и плоских камней.

## Распространение
Обитает в реках, впадающих в озеро Маракайбо.